# Силин, Роберт Андреевич
Силин Роберт Андреевич (13 декабря 1927, Москва — 8 сентября 2018, Выборг) — советский и российский учёный, доктор технических наук, профессор.

## Биография

### Родители, дата и место рождения
Роберт Андреевич Силин родился 13 декабря 1927 года в Москве.
Отец, Андрей Петрович Силин, появился на свет в Латвии, в семье бедного крестьянина. Будучи мобилизованным в армию, окончил курсы шофёров и был зачислен в латышские бронечасти. В 1917 году Андрей Силин вместе со своей частью принимал участие в штурме Зимнего Дворца. После завершения гражданской войны работал шофёром в Московском военном округе и одновременно учился на вечернем рабфаке. Затем Андрей Петрович закончил химический факультет МВТУ и работал сначала на Берёзниковском, а с 1932 года — на Сталиногорском химических комбинатах. Соавтор монографии «Химия и технология связанного азота» (1934 год). На протяжении многих лет его неоднократно отмечали на страницах газет «Правда», «За индустриализацию» и в журнале «СССР на стройке». В 1938 году Андрея Силина арестовали, через месяц он умер в тюрьме. В настоящее время портрет Андрея Петровича и выписка о награждении его орденом Трудового Красного Знамени висит в городском музее г. Новомосковска Тульской области.
Мать Роберта Андреевича, Мария Самойловна Левицкая, родилась в местечке Чернобыль Киевской губернии. Работая обёртчицей на конфетной фабрике, Мария Левицкая в 1914 году вступила в партию большевиков (РСДРП). После февральской революции её избрали членом Совета Рабочих и Солдатских Депутатов Кременчуга. Во время гражданской войны по распоряжению ЦК Украины отправлена в тыл Деникина на подпольную работу. В 1920 году приехала в Москву и поступила учиться на рабфак, одновременно работала освобождённым председателем завкома на табачной фабрике Михельсона, которую по предложению Левицкой переименовали в фабрику «Ява». В 1928 году Марию Самойловну избрали членом Московского комитета ВКП(б). В начале 1934 года переехала в Сталиногорск. Много лет прожила у сына во Фрязино, скончалась в возрасте 90 лет.

### Школа и институт
Силин Роберт Андреевич еще в детстве решил связать свою жизнь с физикой. 
«В шестом или пятом классе пришли двое ребят. Говорят: „Трансформаторы! Электронная дуга!“ Мы спрашиваем, что это, а они только загадочно отвечают. Тогда мы с одним парнем пошли в библиотеку, взяли книжку „Юный электрик“ и стали изучать, чем они нас там пугали. Даже нарезали из жестяных банок пластины и сделали моторчик. Потом в школе у нас был завуч, который мотивировал ребят делать доклады на разные темы. Мне понравилось, начал читать книжки Перельмана. Так постепенно увлекся физикой» — из интервью университету ИТМО
После окончания средней школы Роберт Силин продолжил учёбу сначала в Новомосковском химическом техникуме, а затем в МГУ им. М. Ломоносова, который закончил в 1953 году. Его преподавателями в университете были выдающиеся профессора В. Мигулин, С. Гвоздовер, В. Лопухин, С. Стрелков, Р. Хохлов и многие другие.

### Работа в Истоке
После физического факультета МГУ он был направлен в физический институт «Исток» в теоретический отдел. «Исток» — занимался разработками для военных нужд, потому работы Силина долгое время не публиковались в научных журналах. На предприятии он занимался исследованиями в области теории замедляющих систем и прикладной электродинамики. Спустя почти 10 лет, после успешной защиты диссертации, Роберт Андреевич становится старшим научным сотрудником, а ещё через года — начальником лаборатории. За 50 лет работы на Истоке под руководством учёного и при его непосредственном участии, выполнено более сорока НИР и три ОКР, результаты которых использованы при создании более чем 60 изделий электронной техники практически во всех разрабатывающих подразделениях и цехах «Истока».

### Преподавание в МИРЭА
Роберт Силин преподавал во Фрязинском филиале МИРЭА. Там им были подготовлены и изданы уникальные лекции по расчёту и проектированию интегральных схем, электродинамике и математике, сборник упражнений и лабораторных работ по этим курсам, пособие по курсовому проектированию.

### Последние годы жизни
Последние годы жизни провёл у дочери в Выборге. Скончался 8 сентября 2018 года от осложнений после инфаркта.

## Труды

### Статьи и книги
Научные результаты, полученные Силиным, содержатся в двухстах статьях в научно-технических журналах, «Большой Советской энциклопедии», «Физическом энциклопедическом словаре» и «Энциклопедическом словаре «Электроника». Он автор 22 изобретений. Монография «Замедляющие системы», изданная в 1966 году, за прошедшие десятилетия получила мировую известность и широкое признание среди специалистов предприятий и преподавателей институтов, переведена на английский язык и издана за рубежом. Полученные за многие годы новые результаты дали толчок к изданию в 2002 году Робертом Андреевичем монографии «Периодические волноводы». Он также являлся одним из авторов «Справочника по расчёту и конструированию СВЧ-полосковых устройств», который на протяжении двух десятилетий служит настольной книгой для разработчиков интегральных схем. Также, в 2007 году Роберт Силин издал научно-популярную книгу для молодёжи «Необыкновенные законы преломления и отражения».

### Доклады
В 2004 году в Бельгии прошла Международная конференция, посвящённая исследованию сред с необычными волноведущими свойствами, на которой с докладом выступил Роберт Силин. В 2006 году он принимал участие в Международном семинаре по дифракции, проходившем в северной столице России. Его доклад был посвящён интенсивно развивающемуся в настоящее время направлению, связанному с распространением электромагнитных волн в искусственных периодических структурах.